# NGC 5033
NGC 5033 (również PGC 45948 lub UGC 8307) – galaktyka spiralna (Sc), znajdująca się w gwiazdozbiorze Psów Gończych w odległości 40 milionów lat świetlnych. Została odkryta 1 maja 1785 roku przez Williama Herschela. Galaktyka ta ma ponad 100 000 lat świetlnych średnicy. Należy do galaktyk Seyferta.
W galaktyce zaobserwowano supernowe SN 1950C, SN 1985L i SN 2001gd.